# North Slope (distrito)
O Distrito de North Slope é um dos 18 distritos organizados do Estado americano do Alasca. É um distrito organizado, ou seja, que possui o poder e o dever de fornecer certos serviços públicos aos seus habitantes. Sua sede de distrito é Barrow. Possui uma área de 245 436 km², uma população de 7 385 habitantes e uma densidade demográfica de menos de 0,05 hab/km². O distrito foi criado em 1972.